# Homam

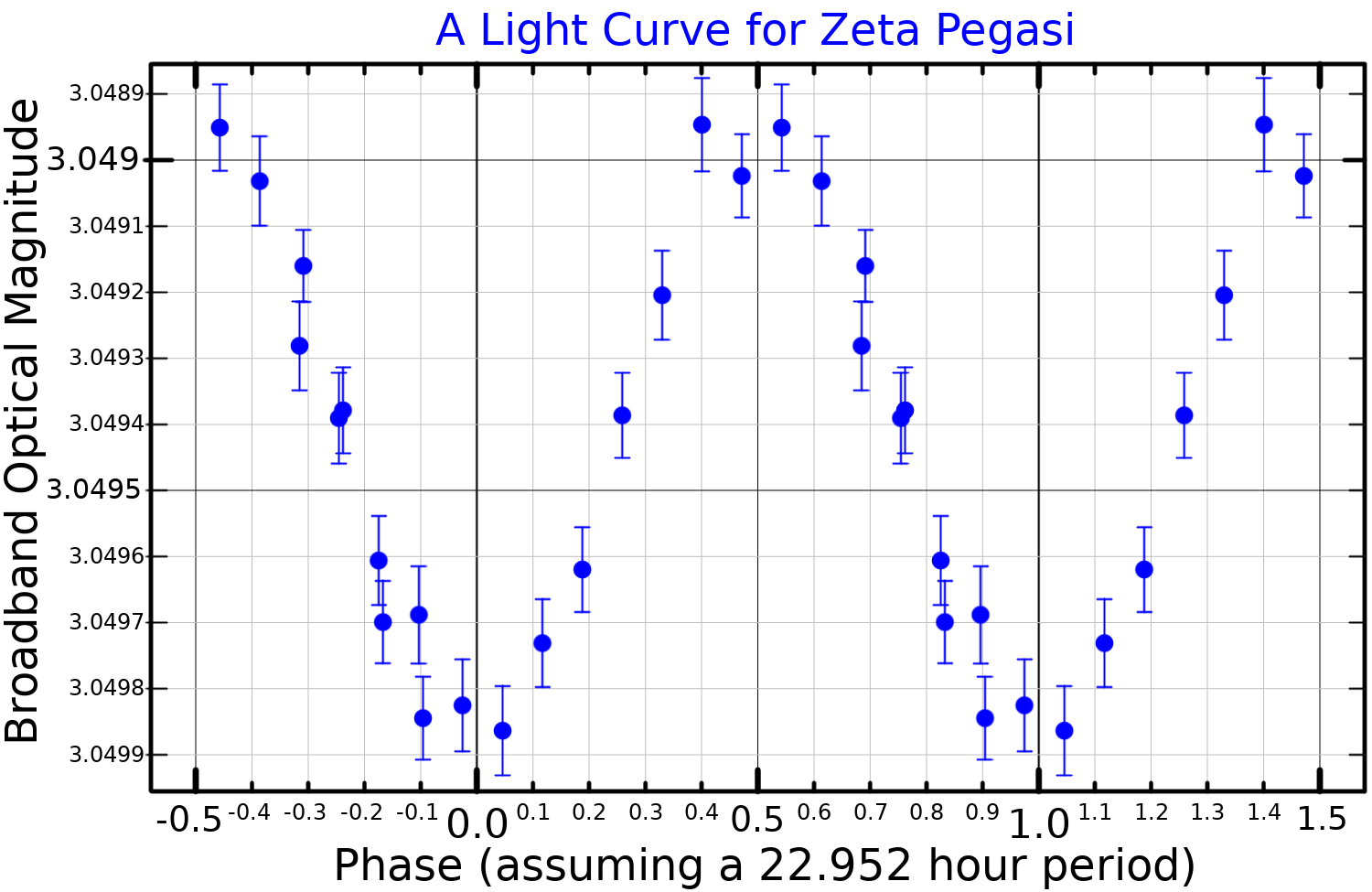
Lichtkromme van Homam

Homam (zeta Pegasi) is een ster in het sterrenbeeld Pegasus. Het is een langzaam pulserende B-type ster.
De ster staat ook bekend als Homan, Humam en Al Hammam.